# Nederländerna i Eurovision Song Contest 2016

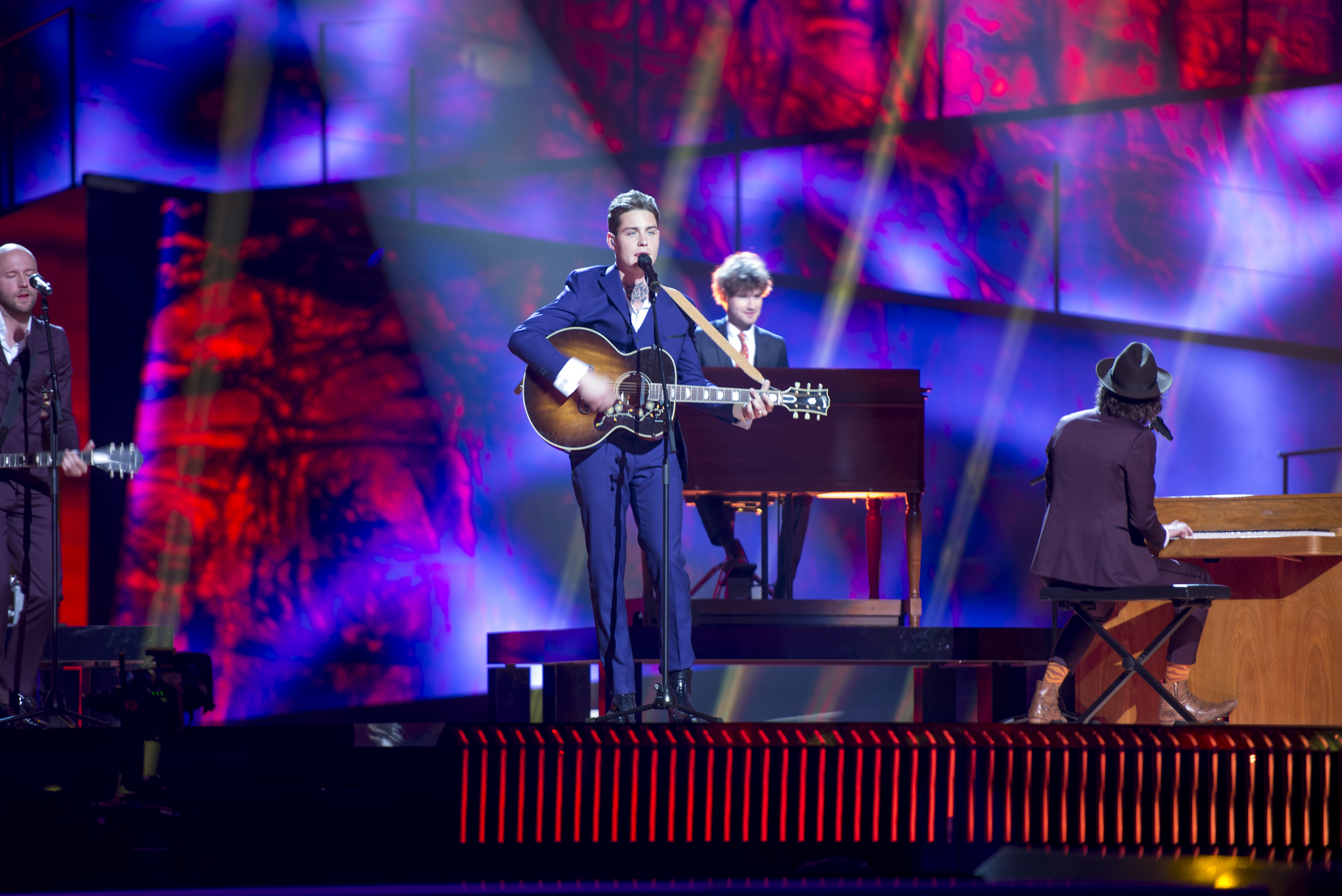
Douwe Bob under en repetition före första semifinalen av Eurovision Song Contest 2016 i Stockholm

Nederländerna deltog i Eurovision Song Contest 2016 med en låten "Slow Down", skriven av Douwe Bob, Jan Peter Hoekstra, Jeroen Overman och Matthijs van Duijvenbode. Låten  framfördes av Douwe Bob, som internt valdes av det nederländska programföretaget AVROTROS i september 2015 för att representera Nederländerna i Stockholm, Sverige.

## Internvalet
Den 22 september 2015 rapporterade nederländska medier att AVROTROS hade valt sångaren Douwe Bob att representera Nederländerna på 2016 tävlingen. Detta bekräftades under den nederländska talkshowen De Wereld Draait Door.

## Under Eurovision
Nederländerna deltog i den första semifinalen där de tog sig vidare till final. I finalen kom de på 11:e plats med 153 poäng.